# Linda A. Morabito
Linda A. Morabito (Linda Kelly, Linda Hyder, Linda Morabito-Meyer; Kanada, 21. XI. 1953.) profesorica je astronomije u Kaliforniji, SAD.

## Io
Kao znanstvenica, Morabito je najpoznatija po otkriću vulkanske aktivnosti na Iji (Io), mjesecu planeta Jupitera. Otkriće se zbilo 9. ožujka 1979. godine; NASA-ina letjelica Voyager 1 fotografirala je Iju, dok je Morabito zapazila 270 km dugačak oblak na satelitu najvećeg planeta Sunčeva sustava. Prvi put u povijesti, aktivni je vulkanizam detektiran izvan Zemlje. Morabito je stekla ugled među planetolozima.

## Religija
Morabito je kršćanka koja ne vjeruje da su religija i znanost u sukobu.